# 大谷新介

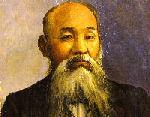
大谷新介の自画像

大谷 新介（おおたに しんすけ、1844年（弘化元年） - 1932年（昭和7年））は、茨城県旧那珂郡勝田村（現在のひたちなか市）出身の起業家。初代助役を経て、2代目勝田村村長となる。武平鉄道（現在のひたちなか海浜鉄道）の敷設、および常磐線勝田駅の誘致に尽力。勳七等叙勲、青色桐葉章。

## 武平鉄道から湊鉄道へ
1897年（明治30年）2月、水戸-平（現在のいわき駅）間の常磐線が開通し、市域の佐野村（旧那珂郡佐野村、現在のひたちなか市）高場（当時）に佐和駅が設置された。しかし、勝田村の人々にとっては、佐和駅は遠くてその恩恵を受けることが少なかった。当時の勝田村長であった新介らは、水戸と佐和の中間にある勝田村武田に停車場を設置することを日本鉄道（日鉄）に請願した。
これに対し日鉄側は、勝田と三浜地方（那珂湊、平磯、大洗）を結ぶ軽便鉄道敷設を条件に、その設置を認める意向を示した。1902年（明治35年）頃のことである。武平鉄道は、武田を起点とし、勝倉、金上、三反田、中野村柳沢、湊町（旧那珂湊市、現在はひたちなか市）を経過し、平磯を終点として、資本金17万円、株式総数3400株（1株50円）、うち680株は発起人が引き受けた。筆頭株主は、190株を引き受けた新介であった。武平鉄道の目的は、海産物、煙草、夏の海水浴及び海への行楽客等が消費する貨物輸送と常磐線を結合させ、市場を拡大することにあった。また、武田、勝倉、三反田金上地区の経済的発展、産業の進展を狙いとした新介の企画であった。
1907年（明治40年）7月、武平鉄道株式会社は、湊鉄道株式会社に改組され、1910年（明治43年）に勝田駅が設置された。勝田駅が新設されて、湊鉄道への関心は薄らいだのではないかと推測される。
1909年（明治42年）、経営から身を引き監査役に就任。
1913年（大正2年）12月、湊-勝田間の工事が完成し、12月25日に開通式が挙行された。湊鉄道株式会社の創設来実に6年の歳月を要したのであった。その原因は、幾多あったが、地域との関わり、地域住民の理解と協力の問題、用地買収をめぐる問題、資金、株主募集の難航、日露戦争に影響等々が推察される。
これらの功績を讃えた顕彰碑が、現在勝田駅前の一角に建立されている。

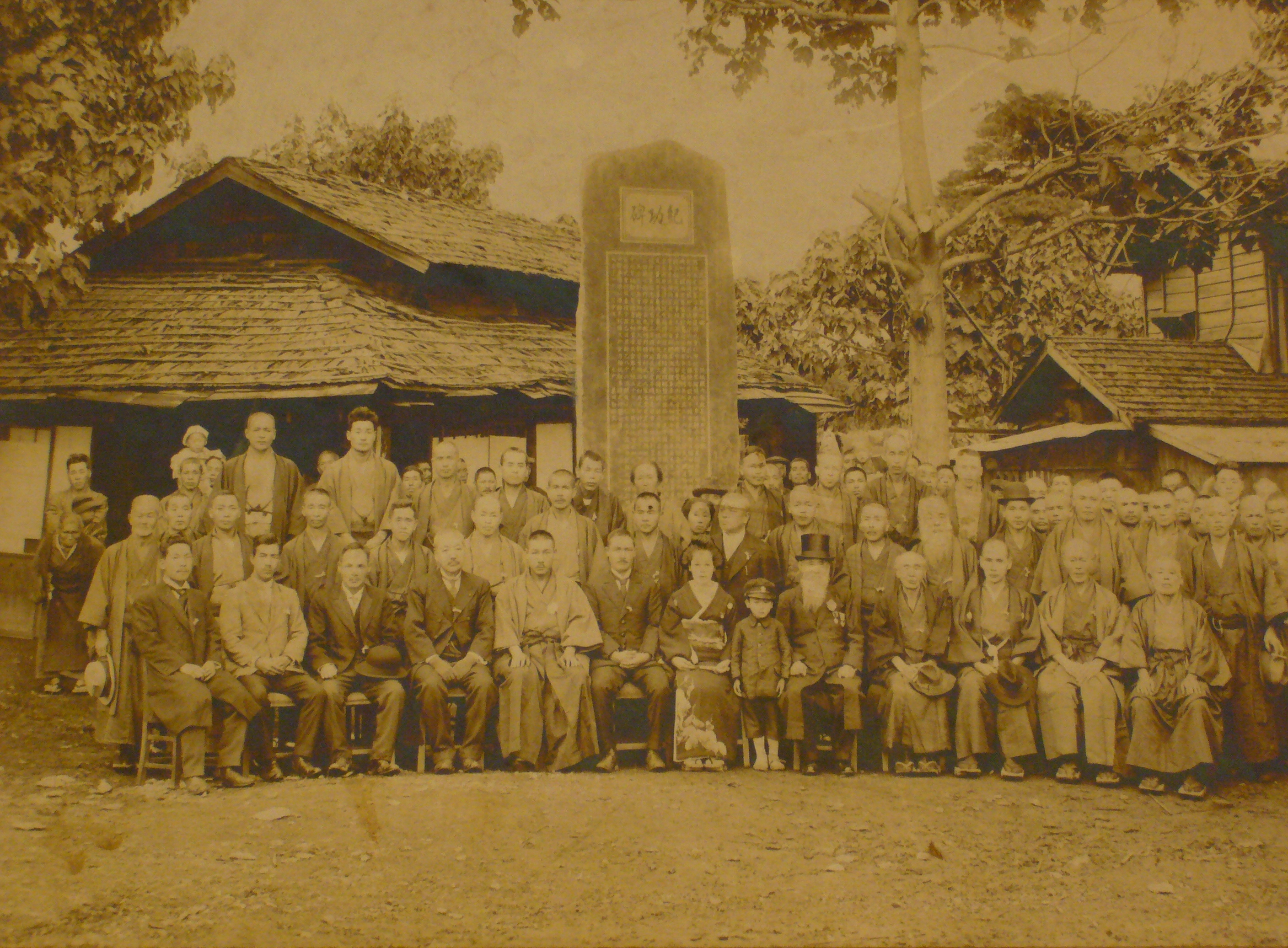
顕彰碑前での集合写真（大正14年頃）

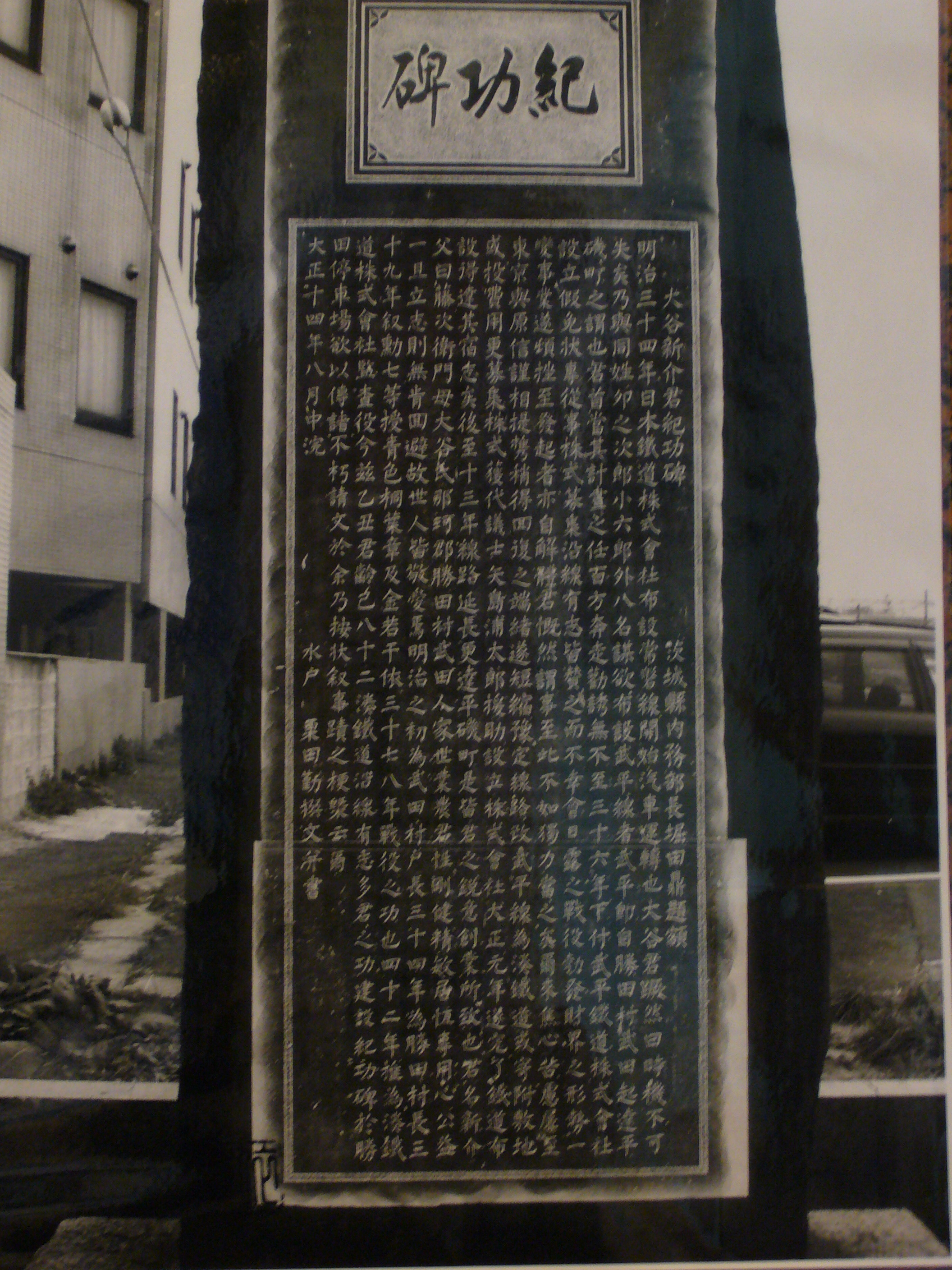
現在の顕彰碑